# 連盟空軍航空魔法音楽隊ルミナスウィッチーズ
『連盟空軍航空魔法音楽隊ルミナスウィッチーズ』（れんめいくうぐんこうくうまほうおんがくたいルミナスウィッチーズ）は、島田フミカネ＆Projekt World Witches原作によるメディアミックス作品。および同作の主要キャストによる9人組声優アイドルグループ。

## 概要
ストライクウィッチーズならびにそれらの世界観をベースにした総合プロジェクト「ワールドウィッチーズシリーズ」の一作品。
シリーズにおける従来の作品とは異なり、登場する主要なウィッチ（「魔法力」と呼ばれる力を扱うことが出来る少女たちの総称。）は戦闘は行わず、戦禍に巻き込まれた人々を元気づける音楽隊として活動する様子が主に描かれており、シリーズの中でも異色の作品となっている。
2018年7月8日に開催されたワールドウィッチーズシリーズ10周年記念イベント「みんながいたからデキたこと！」において、『音楽隊ウィッチーズ（仮）』の制作が発表された。同年11月10日、正式タイトルが『連盟空軍航空魔法音楽隊ルミナスウィッチーズ』となることが発表された。タイトルは公募により選出され、ウィッチ達が世界の人々の希望の光となろうと頑張ることから、光り輝くという意味の「ルミナス」が選ばれた。
2019年3月よりキャラクターボイスを担当する声優9名による現実のアイドルグループ「ルミナスウィッチーズ」の活動も開始し、2020年8月26日には1stシングル「Flying Skyhigh」をリリース。2025年現在もライブへの出演など精力的に活動を行っている。
当初は2021年にテレビアニメ化が予定されていたが、諸般の事情により放送時期が2022年に延期となり、2022年7月から9月までテレビアニメが放送された。

## あらすじ
1940年代なかば、人類は未知の敵ネウロイにより脅かされ、ウィッチと呼ばれる10代の少女たちによって守られていた。
1944年、欧州の多くを占領するネウロイとの戦いが続く中で、連盟空軍は人々の心を癒やす航空魔法音楽隊「ルミナスウィッチーズ」を結成。ブリタニア連邦の片田舎から使い魔のモフィとともにやってきたヴァージニア・ロバートソンも、その一員に加わることとなる。

## メンバー
連盟空軍航空魔法音楽隊「ルミナスウィッチーズ」は、以下の9名のボーカルで構成される。
| キャラクター                             | キャラクターボイス | 愛称       | メンバーカラー | 出身               | 担当                           |
| ---------------------------------------- | ------------------ | ---------- | -------------- | ------------------ | ------------------------------ |
| ヴァージニア・ロバートソン               | 鳴海まい           | ジニー     | 黄緑           | ブリタニア連邦     | ボーカル・編曲                 |
| 渋谷いのり                               | 細川美菜子         | いのりん   | 水色           | 扶桑皇国           | ボーカル・作曲                 |
| リュドミラ・アンドレエヴナ・ルスラノヴァ | 藍本あみ           | ミラーシャ | 赤             | オラーシャ帝国     | ボーカル・作詞                 |
| アイラ・ペイヴィッキ・リンナマー         | 真宮涼             | アイラ     | 紫             | スオムス共和国     | ボーカル・リーダー             |
| エレオノール・ジョヴァンナ・ガション     | 都月彩楓           | エリー     | 青             | ガリア共和国       | ボーカル・サブリーダー         |
| マリア・マグダレーネ・ディートリヒ       | 古仲可奈           | マリア     | ピンク         | 帝政カールスラント | ボーカル・アクロバット演目考案 |
| マナイア・マタワウラ・ハト               | 結木美咲           | マナ       | 黄色           | ニューゼーラント   | ボーカル・ダンス振り付け       |
| シルヴィ・カリエッロ                     | 吉北梨乃           | シルヴィ   | オレンジ       | ロマーニャ公国     | ボーカル・衣装                 |
| ジョアンナ・エリザベス・スタッフォード   | 豆咲りお           | ジョー     | 緑             | リベリオン合衆国   | ボーカル・デザイン             |

以下、声優アイドルユニット「ルミナスウィッチーズ」としての構成。（2021年12月より）
| 氏名                          | 愛称     | 誕生日   | メンバーカラー | 出身地   | ユニットカラー        | ファンネーム        |
| ----------------------------- | -------- | -------- | -------------- | -------- | --------------------- | ------------------- |
| 鳴海まい (なるみまい）        | まい     | 6月4日   | 黄緑           | 埼玉県   | アクアマリン ホワイト | 🍆🧀 （ナスチーズ） |
| 細川美菜子 （ほそかわみなこ） | ほそ子   | 11月30日 | 水色           | 兵庫県   | アクアマリン ホワイト | 🍆🧀 （ナスチーズ） |
| 藍本あみ （あいもとあみ）     | いもこ   | 12月11日 | 赤             | 岐阜県   | アクアマリン ホワイト | 🍆🧀 （ナスチーズ） |
| 真宮涼 （まみやりょう）       | おりょう | 3月3日   | 紫             | 大阪府   | アクアマリン ホワイト | 🍆🧀 （ナスチーズ） |
| 都月彩楓 （つづきさやか）     | つっきー | 9月6日   | 青             | 東京都   | アクアマリン ホワイト | 🍆🧀 （ナスチーズ） |
| 古仲可奈 （こなかかな）       | こなち   | 2月15日  | ピンク         | 千葉県   | アクアマリン ホワイト | 🍆🧀 （ナスチーズ） |
| 結木美咲 （ゆうきみさき）     | みさきち | 1月10日  | 黄色           | 神奈川県 | アクアマリン ホワイト | 🍆🧀 （ナスチーズ） |
| 吉北梨乃 （よしきたりの）     | りのっぺ | 1月13日  | オレンジ       | 宮城県   | アクアマリン ホワイト | 🍆🧀 （ナスチーズ） |
| 豆咲りお （まめさきりお）     | まめお   | 4月4日   | 緑             | 東京都   | アクアマリン ホワイト | 🍆🧀 （ナスチーズ） |

※鳴海まいが結成時より座長を務める。

## 来歴

### 企画発表～テレビアニメ放送

#### 2018年
- 7月8日、ワールドウィッチーズシリーズ10周年記念イベント「ワールドウィッチーズ みんながいたからデキたこと！ ～10th Anniversary～」にて、「音楽隊ウィッチーズ(仮)」のタイトルで企画が発表。また、2019年から担当声優によるアイドル活動を行うこと、2021年のテレビアニメ化とテレビアニメの監督を佐伯昭志氏が担当すること、メンバーの内、ヴァージニア・ロヴァートソン、渋谷いのり、リュドミラ・アンドレエヴナ・ルスラノヴァのビジュアルと担当する声優が発表された[1]。同イベントには発表となったメンバー3名（鳴海、細川、藍本）も出演。
- 11月10日、ファンからの公募の結果、作品の正式タイトルとして「連盟空軍航空魔法音楽隊ルミナスウィッチーズ」に決定[2]。また、メンバーの内、アイラ・ペイヴィッキ・リンナマー、エレオノール・ジョヴァンナ・ガションのキャラクター情報が公開。

#### 2019年
- 2月26日、アイラ・ペイヴィッキ・リンナマーを真宮涼、エレオノール・ジョヴァンナ・ガションを都月彩楓がそれぞれキャラクターボイスを担当することを発表。
- 3月30日、イベント「ストライクウィッチーズ みんデキ2019 Fly up to the Future!」にて、アイドルグループ「ルミナスウィッチーズ」としてデビュー。出演時点で公表されていたメンバー5名での出演となった。
- 4月1日、公式サイトがオープン[10]。すでに公表されているメンバー5人のキャラクターボイスが収録されたPVもYouTubeにて公開。
- 4月22日、マリア・マグダレーネ・ディートリヒのキャラクター情報が公開[11]。
- 5月5日、「マチ★アソビvol.22」に鳴海、細川、藍本の3名が出演[12]。
- 5月31日、マナイア・マタワウラ・ハトのキャラクター情報が公開[13]。
- 6月28日、シルヴィ・カリエッロのキャラクター情報が公開[14]。
- 7月14日、イベント「BarKAYO 渋谷二号店」にて、マリア・マグダレーネ・ディートリヒを花江もも、マナイア・マタワウラ・ハトを結木美咲、シルヴィ・カリエッロを琴坂みうがキャラクターボイスを担当することを発表。また、ジョアンナ・エリザベス・スタッフォードのキャラクター情報が公開[15]。
- 8月4日、イベント「ワールドウィッチーズ ミュージックフェスタ2019 Premium Live Band Special」にメンバー8名で出演[16]。同日、PV第2弾が公開。
- 10月19日、「仙台アニメフェス2019」にメンバー8名で出演[17]。
- 11月4日、「あきかるフェス」にメンバー8名で出演[18]。

#### 2020年
- 2月13日、ジョアンナ・エリザベス・スタッフォードを橘きょうがキャラクターボイスを担当することを発表[19]。
- 3月28日、「みんデキ2020 スペシャル生特番」に出演[20]。初めてフルメンバーでのステージを披露。
- 4月9日、本作では初めてのアニメーション映像となるアニメPVがYouTubeにて公開。
- 7月3日・10日・17日、1stシングル「Flying Skyhigh」の発売を記念した初のネットサイン会を開催[21]。
- 8月2日、配信ライブ「KADOKAWA Anime Channel」に出演[22]。
- 8月26日、1stシングル「Flying Skyhigh」をリリース[23]。
- 10月15日、公式サイトにて花江ももが健康上の理由により休業することを発表[24]。
- 11月28日、イベント「ワールドウィッチーズ ミュージックフェスタ2020 Online Premium Live」に出演[25]。（花江は休業中のため、メンバー8名で出演。）
- 12月23日、2ndシングル「青空ダイブ」[26]、Blu-ray「連盟空軍航空魔法音楽隊ルミナスウィッチーズ 私的活動記録映像集 第1譚」[27]をリリース。

#### 2021年
- 1月8日、公式サイトにて花江ももの卒業を発表[28]。
- 3月27日、「Anime Japan2021」KADOKAWA配信ステージに出演。マリア役の後任として古仲可奈がキャラクターボイスを担当することを発表[29]。また、同日にニコニコチャンネル「ルミナスウィッチーズ」チャンネルが開設。
- 6月30日、3rdシングル「空に誓うから」をリリース[30]。
- 7月4日、イベント「ストライクウィッチーズ第501統合戦闘航空団歌唱集 発売記念ライブ」に出演。
- 8月2日、所属事務所の公式サイトにて、橘きょうが健康上の理由により休業することを発表[31]。
- 8月27日、公式サイトにてテレビアニメ放送時期を2021年から2022年に変更することを発表[4]。
- 9月7日、公式サイトにて琴坂みうの卒業を発表[32]。
- 10月10日、イベント「ワールドウィッチーズミュージックフェスタ2021」にメンバー7名で出演。
- 10月15日、公式サイトにて橘きょうの卒業を発表[33]。
- 11月14日、アニメPV第2弾がYouTubeにて公開。
- 12月18日、シルヴィ役の後任として吉北梨乃、ジョー役の後任として豆咲りおがキャラクターボイスを担当することを発表[34]。

#### 2022年
- 2月20日、ところざわサクラタウン ジャパンパビリオン ホールAにて、初のワンマンライブ「ルミナスウィッチーズ 1st LIVE 〜On your mark〜」開催[35]。同イベントにてテレビアニメ第1話が先行上映。
- 2月25日、4thシングル「My Shining Light」[36]、Blu-ray「連盟空軍航空魔法音楽隊ルミナスウィッチーズ 私的活動記録映像集 第2譚」をリリース[37]。
- 3月26日、「AnimeJapan2022」KADOKAWAブースに出演[38]。
- 4月、4thシングルとBlu-rayの発売を記念した初のスペシャルトークイベント（全3回）を開催。
- 5月14日、イベント「KADOKAWA ARTIST LIVE ON STAGE」に出演[39]。
- 7月～9月、テレビアニメ「ルミナスウィッチーズ」放送[40]。
- 7月24日、ワンダーフェスティバル2022[夏]に出演予定だったが、藍本あみのコロナウィルス陽性が発覚し、出演取りやめ[41]。
- 7月31日、テレビアニメのオープニング＆エンディングテーマを収録したCDの発売を記念したスペシャルトークイベント（全2回）を開催。
- 8月24日、シングル「WONDERFUL WORLD」、「わたしとみんなのうた」2枚同時リリース。
- 9月28日、ミニアルバム「TVアニメ「ルミナスウィッチーズ」キャラクターソングCD 1～3」3枚同時リリース。
- 10月2日、ところざわサクラタウン ジャパンパビリオン ホールAにて、ワンマンライブ「ルミナスウィッチーズ 2nd LIVE 〜SHOW MUST GO〜」開催[42]。
- 11月、テレビアニメBlu-ray＆DVD第1巻の発売を記念したスペシャルトークイベント（全3回）を開催。
- 12月30日、イベント「ワールドウィッチーズ サトゥルヌス祭2022」に出演[43]。

### テレビアニメ放送後

#### 2023年
- 2月5日、イベント「ワールドウィッチーズ ミュージックフェスタ2023」に出演。2025年6月現在、フルメンバー9名での最後のステージとなっている。
- 3月29日、テレビアニメのオリジナルサウンドトラックが各種音楽配信サービスにて配信[44]。
- 4月21日、イベント「HIKE presents -anison.idol fes- LIVE HIKING!! vol.00」に出演[45]。都月彩楓は体調不良のため、8人でのステージとなった。
- 5月24日、Blu-ray「ルミナスウィッチーズ 2nd LIVE ミュージックビデオ集」リリース[46]。
- 7月8日、2nd LIVE ミュージックビデオ集の発売を記念したトークイベントがアニメイト池袋本店にて開催[47]。
- 7月15日、「連盟空軍航空魔法音楽隊ルミナスウィッチーズASMRボイスドラマ」リリース。
- 8月11日、ところざわサクラタウン ジャパンパビリオン ホールAにて、ワンマンライブ「ルミナスウィッチーズ 3rd LIVE 〜SING TOGETHER〜」開催。以降、都月彩楓は体調不良のため、ルミナスウィッチーズが出演するイベントは原則8人での出演となる。
- 9月10日、原宿ストロボカフェにてファンイベント「わたしとみんなのファンミーティング」開催。
- 10月1日、横浜赤レンガ倉庫1号館 赤レンガホールにて「ルミナスウィッチーズ～リクエストアワーvol.01～」開催。
- 11月10日、配信ライブイベント「ワールドウィッチーズ15周年イベント ～前夜祭ライブ～」に出演。
- 11月11日、「ワールドウィッチーズ15周年イベント ～みんなのおかげでデキたこと！～」に出演。
- 12月25日、翌年7月開催予定のワンマンライブに向けた、クラウドファンディング企画『ルミナスウィッチーズ4th LIVE』 ファンと一緒にLIVEパワーアッププロジェクトを実施。目標金額を達成することにより、新衣装制作・新曲制作が実現した。
- 12月29日、イベント「ワールドウィッチーズ サトゥルヌス祭2023」に出演。

#### 2024年
- 2月3日、ツアーイベント「ルミナスウィッチーズ シークレットオペレーション 中部国際空港編」開催。
- 6月29日、角川本社2階ホールにて「第1回 キャラクターバースデーイベント（ジニー＆アイラ）」開催。
- 7月7日、ところざわサクラタウン ジャパンパビリオン ホールAにて、ワンマンライブ「ルミナスウィッチーズ 4th LIVE 〜Road to Miracle〜」開催。この公演でクラウドファンディング企画によって制作された新衣装（青衣装）が初披露された。
- 7月8日、クラウドファンディング企画によって制作された楽曲「Road to Miracle」「大切なあなたへ」配信。
- 8月17日、ところざわサクラタウン ジャパンパビリオン ホールBにてイベント「第2回 キャラクターバースデーイベント（いのり）」開催。
- 8月31日、池袋アニメイトシアターにてファンイベント「わたしとみんなのファンミーティング Vol.2」開催。
- 11月2日、角川本社2階ホールにて「第3回 キャラクターバースデーイベント（シルヴィ＆ミラーシャ＆ジョー）」開催。
- 11月17日、浅草花劇場にてライブイベント「ルミナスウィッチーズ リクエストアワー Vol.2」開催。
- 11月30日、ツアーイベント「ルミナスウィッチーズ シークレットオペレーション ルミナスウィッチーズ学園編」開催。
- 12月8日、角川本社2階ホールにて「第4回 キャラクターバースデーイベント（エリー＆マリア＆マナ）」開催。
- 12月30日、イベント「OPEN CONNECT FES 2024」に出演。

#### 2025年
- 1月30日、イベント「ZEPPIN DISCO Vol.2」に出演。
- 3月16日、Yokohama mint hallにて「ルミナスウィッチーズ～アコースティックライブvol.01〜」開催。
- 3月18日、イベント「ZEPPIN DISCO Vol.3」に出演。
- 6月26日、イベント「ZEPPIN DISCO Vol.4」に出演。
- 7月12～13日、ツアーイベント「ルミナスウィッチーズ シークレットオペレーション 金沢編」開催。[48]
- 8月3日、イベント「ワールドウィッチーズ ミュージックフェスタ2025」に出演。[49]豆咲りおは体調不良により本公演を降板となったため7人で出演。また2026年2月に5thワンマンライブの開催が発表となった。
- 10月19日、横浜赤レンガ倉庫1号館 赤レンガホールにて「ルミナスウィッチーズ～リクエストアワーvol.03～」開催予定。[50]

## ライブ

### ワンマンライブ
- ルミナスウィッチーズ 1st LIVE 〜On your mark〜（2022年2月20日、ところざわサクラタウン）[35]
- ルミナスウィッチーズ 2nd LIVE 〜SHOW MUST GO〜（2022年10月2日、ところざわサクラタウン）[53]
- ルミナスウィッチーズ 3rd LIVE 〜SING TOGETHER〜（2023年8月11日、ところざわサクラタウン）[54]
- ルミナスウィッチーズ 4th LIVE 〜Road to Miracle〜（2024年7月7日、ところざわサクラタウン）[55]
- ルミナスウィッチーズ 5th LIVE（2026年2月1日、ところざわサクラタウン）[56]

## テレビアニメ
2022年7月から9月までAT-Xほかにて放送された。
本作の初期PVから、これまでのワールドウィッチーズシリーズのアニメではあえて省かれていた使い魔の姿が初めて描かれており、物語上で重要な役割を担う。テレビ本放送に際しての音声は、使い魔の持ち主であるウィッチの担当声優が兼役で演じる。
作中の時系列は『ストライクウィッチーズ』（TVアニメ第1期）と同時期であり、サーニャの家族との出会いや501によるガリア解放などクロスオーバーするエピソードも登場している。

### スタッフ
- 原作 - 島田フミカネ&Projekt World Witches[2]
- 企画 - 菊池剛[58]、工藤大丈[58]
- 監督 - 佐伯昭志[2]
- 副監督 - 春藤佳奈[58]
- ウィッチーズシリーズ文芸 - 村上深夜[2]
- キャラクター原案 - 島田フミカネ[2]
- キャラクターデザイン - 潮月一也[58]
- 総作画監督 - 潮月一也、崎本さゆり、高野晃久[58]
- メインアニメーター - 清水祐実、関口渚、小森良、渋谷勤[58]
- 使い魔デザイン - 大高美奈[58]
- 美術監督 - 細井友保[58]
- 美術設定
  - PV - 座間智子[59]
  - TV - 高橋武之[58]
- 色彩設計 - 日比野仁[58]
- 撮影監督 - 江上怜[58]
- CGディレクター - 永源一樹、島久登[58]
- 編集 - 松原理恵[58]
- 音響監督 - 長崎行男[58]
- 音楽 - 藤澤慶昌[58]
- 音楽プロデューサー - 若林豪[58]
- 音楽制作 - KADOKAWA[2]
- エグゼクティブプロデューサー - 田中翔、里見治紀、安藤晃義、山崎明日香、松村俊輔、篠崎文彦、岡本敦行、久保田暁、広沢二郎
- プロデューサー
  - PV - 久保田光俊、立崎孝史[59]
  - TV - 藤原利紀、德村憲一、柴山智歩、深谷成輝、近藤一仁、有水宗治郎、卯月美穂、丸山創、大久保明子
- アニメーションプロデューサー - 安田孝一[58]
- アニメーション制作 - シャフト[58]
- 製作 - 連盟空軍航空魔法音楽隊2021[58]（KADOKAWA、シャフト、サミー、ドコモ・アニメストア、AT-X、DeNA、角川メディアハウス、プロダクション・エース、BS日本、テレビ愛知）

### 主題歌
オープニングテーマ「WONDERFUL WORLD」（第2話 - 第12話、第1話ではエンディングに使用）
作詞 - yura / 作曲・編曲 - 篠崎あやと、橘亮祐
歌 - ルミナスウィッチーズ
エンディングテーマ「わたしとみんなのうた」（第2話 - 第11話）
作詞 - yura / 作曲・編曲 - 篠崎あやと、橘亮祐
歌（第2話） - ヴァージニア・ロバートソン（鳴海まい）、渋谷いのり（細川美菜子）
歌（第3話） - リュドミラ・アンドレエヴナ・ルスラノヴァ（藍本あみ）、アイラ・ペイヴィッキ・リンナマー（真宮涼）
歌（第4話） - アイラ・ペイヴィッキ・リンナマー（真宮涼）、エレオノール・ジョヴァンナ・ガション（都月彩楓）
歌（第5話） - シルヴィ・カリエッロ（吉北梨乃）、ジョアンナ・エリザベス・スタッフォード（豆咲りお）
歌（第6話） - マリア・マグダレーネ・ディートリヒ（古仲可奈）、マナイア・マタワウラ・ハト（結木美咲）
歌（第7話） - ヴァージニア・ロバートソン（鳴海まい）、渋谷いのり（細川美菜子）、リュドミラ・アンドレエヴナ・ルスラノヴァ（藍本あみ）
歌（第8話） - マリア・マグダレーネ・ディートリヒ（古仲可奈）、ジョアンナ・エリザベス・スタッフォード（豆咲りお）
歌（第9話） - シルヴィ・カリエッロ（吉北梨乃）、マナイア・マタワウラ・ハト（結木美咲）
歌（第10話） - ヴァージニア・ロバートソン（鳴海まい）、エレオノール・ジョヴァンナ・ガション（都月彩楓）
歌（第11話） - ルミナスウィッチーズ

### 挿入歌
「永久の寄す処」（第1話、第2話、第12話）
作詞 - 井筒日美 / 作曲 - TRADITIONAL / 編曲 - manzo （編曲は第1話のみ）
歌（第1話） - ヴァージニア・ロバートソン（鳴海まい）
歌（第2話） - 渋谷いのり（細川美菜子）、ヴァージニア・ロバートソン（鳴海まい）、リュドミラ・アンドレエヴナ・ルスラノヴァ（藍本あみ）、マリア・マグダレーネ・ディートリヒ（古仲可奈）、シルヴィ・カリエッロ（吉北梨乃）、マナイア・マタワウラ・ハト（結木美咲）、ジョアンナ・エリザベス・スタッフォード（豆咲りお）
歌（第12話） - グレイス・メイトランド・スチュワード（小松未可子）

「優しい明かり」（第3話、第4話）
作詞 - 井筒日美 / 作曲・編曲 - manzo
歌（第3話） - ヴァージニア・ロバートソン（鳴海まい）、リュドミラ・アンドレエヴナ・ルスラノヴァ（藍本あみ）、アイラ・ペイヴィッキ・リンナマー（真宮涼）
歌（第4話） - アイラ・ペイヴィッキ・リンナマー（真宮涼）、エレオノール・ジョヴァンナ・ガション（都月彩楓）

「故郷の空」（第4話）
作詞・作曲 - TRADITIONAL / 訳詞 - 大和田建樹 / 編曲 - 多ヶ谷樹
歌 - ヴァージニア・ロバートソン（鳴海まい）、渋谷いのり（細川美菜子）、リュドミラ・アンドレエヴナ・ルスラノヴァ（藍本あみ）、マリア・マグダレーネ・ディートリヒ（古仲可奈）、シルヴィ・カリエッロ（吉北梨乃）、マナイア・マタワウラ・ハト（結木美咲）、ジョアンナ・エリザベス・スタッフォード（豆咲りお）
「歌を歌おう」（第4話、第12話）
作詞 - yura / 作曲・編曲 - KOUGA
歌 - ルミナスウィッチーズ
「まっしろリボン」（第5話）
作詞 - 深川琴美 / 作曲・編曲 - 原田篤
歌 - シルヴィ・カリエッロ（吉北梨乃）、ジョアンナ・エリザベス・スタッフォード（豆咲りお）
「夢色コントレイル」（第6話）
作詞 - 磯谷佳江 / 作曲・編曲 - Honoka
歌 - マリア・マグダレーネ・ディートリヒ（古仲可奈）、マナイア・マタワウラ・ハト（結木美咲）
「太陽の理由」（第7話）
作詞 - 深川琴美 / 作曲・編曲 - 伊藤和馬
歌 - ヴァージニア・ロバートソン（鳴海まい）、渋谷いのり（細川美菜子）、リュドミラ・アンドレエヴナ・ルスラノヴァ（藍本あみ）
「あの日々を忘れない」（第8話）
作詞 - 井筒日美 / 作曲 - 多ヶ谷樹 / 琴伴奏 - 鳴海まい
歌 - リュドミラ・アンドレエヴナ・ルスラノヴァ（藍本あみ）、アイラ・ペイヴィッキ・リンナマー（真宮涼）
「星と共に」（第9話）
作詞 - yura / 作曲・編曲 - 新田目駿
歌 - ルミナスウィッチーズ
「みんなの世界」（第12話）
作詞 - yura / 作曲・編曲 - 如月結愛
歌 - ルミナスウィッチーズ
「Flying Skyhigh」（第12話）
作詞・作曲・編曲 - おぐらあすか
歌 - ルミナスウィッチーズ

### 各話リスト
| 話数   | サブタイトル                     | 脚本     | 絵コンテ                   | 演出              | 作画監督                                                                | 初放送日      |
| ------ | -------------------------------- | -------- | -------------------------- | ----------------- | ----------------------------------------------------------------------- | ------------- |
| 第1話  | WONDERFUL WORLD - はじめまして – | 佐伯昭志 | 佐伯昭志                   | 佐伯昭志 春藤佳奈 | 浅井昭人 高野晃久 崎本さゆり                                            | 2022年 7月3日 |
| 第2話  | 永久の寄す処                     | 佐伯昭志 | 佐伯昭志                   | 松村幸治          | 清水勝祐 細田沙織 浅井昭人 鮫島寿志                                     | 7月10日       |
| 第3話  | 優しい灯り                       | 佐伯昭志 | 春藤佳奈                   | 加藤顕            | 清水勝祐 鮫島寿志 和田賢人 関口渚 綾部美穂                              | 7月17日       |
| 第4話  | 歌を歌おう                       | 森悠     | 春藤佳奈                   | 春藤佳奈          | 浅井昭人 細田沙織                                                       | 7月24日       |
| 第5話  | まっしろリボン                   | 山﨑莉乃 | 徳野雄士 佐伯昭志 春藤佳奈 | 白石道太          | 浅井昭人 渋谷勤 細田沙織                                                | 7月31日       |
| 第6話  | 夢色コントレイル                 | 春藤佳奈 | 春藤佳奈                   | 松村幸治          | 清水勝祐 和田賢人 関口渚 浅井昭人 鮫島寿志 綾部美穂                     | 8月7日        |
| 第7話  | 太陽の理由                       | 佐伯昭志 | 佐伯昭志                   | 加藤顕            | 浅井昭人 和田賢人 清水勝祐 鮫島寿志 細田沙織 関口渚 上野あさみ 綾部美穂 | 8月21日       |
| 第8話  | あの日々を忘れない               | 山﨑莉乃 | 川畑喬 佐伯昭志            | 宮本幸裕          | 浅井昭人 関口渚 細田沙織 和田賢人 綾部美穂 清水勝祐 上野あさみ          | 8月28日       |
| 第9話  | 星と共に                         | 森悠     | 佐伯昭志                   | 白石道太          | 清水勝祐 細田沙織 和田賢人 綾部美穂 鮫島寿志 関口渚 浅井昭人 上野あさみ | 9月4日        |
| 第10話 | 故郷の空                         | 森悠     | 春藤佳奈                   | 春藤佳奈          | 清水勝祐 細田沙織 和田賢人 綾部美穂 鮫島寿志 関口渚 浅井昭人 上野あさみ | 9月11日       |
| 第11話 | わたしとみんなのうた             | 森悠     | 川畑喬 佐伯昭志            | 松村幸治          | 清水勝祐 細田沙織 和田賢人 綾部美穂 鮫島寿志 関口渚 浅井昭人 上野あさみ | 9月18日       |
| 第12話 | みんなの世界そしてFlying Skyhigh | 山﨑莉乃 | 佐伯昭志                   | 佐伯昭志          | 浅井昭人 上野あさみ 綾部美穂 和田賢人 鮫島寿志 細田沙織 清水勝祐        | 9月25日       |

### 放送局
| 放送期間               | 放送時間                     | 放送局     | 対象地域 | 備考                                       |
| ---------------------- | ---------------------------- | ---------- | -------- | ------------------------------------------ |
| 2022年7月3日 - 9月25日 | 日曜 21:00 - 21:30           | AT-X       | 日本全域 | 製作参加 / CS放送 / リピート放送あり       |
| 2022年7月4日 - 9月26日 | 月曜 0:30 - 1:00（日曜深夜） | TOKYO MX   | 東京都   |                                            |
|                        |                              | サンテレビ | 兵庫県   |                                            |
|                        | 月曜 0:45 - 1:15（日曜深夜） | KBS京都    | 京都府   |                                            |
| 2022年7月5日 - 9月27日 | 火曜 1:30 - 2:00（月曜深夜） | テレビ愛知 | 愛知県   | 製作参加                                   |
| 2022年7月6日 - 9月28日 | 水曜 0:00 - 0:30（火曜深夜） | BS日テレ   | 日本全域 | 製作参加 / BS放送 / 『アニメにむちゅ〜』枠 |

インターネットではdアニメストアにて2022年7月3日より毎週日曜23時に地上波先行・最速配信され、その後Amazon Prime Video、Hulu、J:COMオンデマンド、milplus、TELASA、U-NEXT、アニメ放題、auスマートパスプレミアム、ひかりTV、バンダイチャンネル、ABEMA、GYAO!、niconico、FOD、GYAO!ストア、HAPPY!動画、music.jp、Rakuten TV、クランクイン！ビデオ、ビデオマーケットにて2022年7月10日より毎週日曜23時に順次配信される。

### BD / DVD
| 巻 | リリース日     | 収録話          | 規格品番  | 規格品番   |
| 巻 | リリース日     | 収録話          | BD限定版  | DVD限定版  |
| -- | -------------- | --------------- | --------- | ---------- |
| 1  | 2022年10月26日 | 第1話 - 第3話   | KAXA-8411 | KABA-11211 |
| 2  | 2022年11月25日 | 第4話 - 第6話   | KAXA-8412 | KABA-11212 |
| 3  | 2022年12月23日 | 第7話 - 第9話   | KAXA-8413 | KABA-11213 |
| 4  | 2023年1月25日  | 第10話 - 第12話 | KAXA-8414 | KABA-11214 |

### ボイスドラマ
|   | リリース日    | タイトル                                                   | 備考                                      |
| - | ------------- | ---------------------------------------------------------- | ----------------------------------------- |
| # | 2023年7月15日 | 連盟空軍航空魔法音楽隊ルミナスウィッチーズASMRボイスドラマ | ボイスドラマ専門マーケットMimicleにて販売 |

## アニメーションPV
TVアニメに先立ち、TVアニメスタッフによるシングル収録楽曲を使用したアニメーションPVが2本制作された。
それぞれショート・ロングの二種類制作（ショート版はYoutubeなどで公開）され、バックステージやレッスン映像などの特典を加えたOVA「私的活動記録映像集」として発売されている。
|   | 使用曲         | 絵コンテ | 演出     | 作画監督 | ショート版WEB公開日 |
| - | -------------- | -------- | -------- | -------- | ------------------- |
| 1 | Flying Skyhigh | 春藤佳奈 | 春藤佳奈 | 潮月一也 | 2020年4月9日        |
| 2 | 空に誓うから   | 春藤佳奈 | 春藤佳奈 | 潮月一也 | 2021年11月14日      |

### ルミナスウィッチーズ 私的活動記録映像集
| 巻    | リリース日     | 収録PV         | 規格品番  |
| ----- | -------------- | -------------- | --------- |
| 第1譚 | 2020年12月23日 | Flying Skyhigh | KAXA-8002 |
| 第2譚 | 2022年2月25日  | 空に誓うから   | KAXA-8102 |

### ユニットメンバー
1. 1 2 3 4  ヴァージニア・ロバートソン（鳴海まい）、渋谷いのり（細川美菜子）、リュドミラ・アンドレエヴナ・ルスラノヴァ（藍本あみ）、アイラ・ペイヴィッキ・リンナマー（真宮涼）、エレオノール・ジョヴァンナ・ガション（都月彩楓）、マリア・マグダレーネ・ディートリヒ（花江もも）、マナイア・マタワウラ・ハト（結木美咲）、シルヴィ・カリエッロ（琴坂みう）、ジョアンナ・エリザベス・スタッフォード（橘きょう）
2. 1 2  ヴァージニア・ロバートソン（鳴海まい）、渋谷いのり（細川美菜子）、リュドミラ・アンドレエヴナ・ルスラノヴァ（藍本あみ）、アイラ・ペイヴィッキ・リンナマー（真宮涼）、エレオノール・ジョヴァンナ・ガション（都月彩楓）、マリア・マグダレーネ・ディートリヒ（古仲可奈）、マナイア・マタワウラ・ハト（結木美咲）、シルヴィ・カリエッロ（琴坂みう）、ジョアンナ・エリザベス・スタッフォード（橘きょう）
3. 1 2 3 4 5 6 7 8 9 10 11 12 13 14 15 16 17  ヴァージニア・ロバートソン（鳴海まい）、渋谷いのり（細川美菜子）、リュドミラ・アンドレエヴナ・ルスラノヴァ（藍本あみ）、アイラ・ペイヴィッキ・リンナマー（真宮涼）、エレオノール・ジョヴァンナ・ガション（都月彩楓）、マリア・マグダレーネ・ディートリヒ（古仲可奈）、マナイア・マタワウラ・ハト（結木美咲）、シルヴィ・カリエッロ（吉北梨乃）、ジョアンナ・エリザベス・スタッフォード（豆咲りお）